# Stansbury Park
Stansbury Park é uma Região censo-designada localizada no estado norte-americano de Utah, no Condado de Tooele.

## Demografia
Segundo o censo norte-americano de 2000, a sua população era de 2385 habitantes.

## Geografia
De acordo com o United States Census Bureau tem uma área de
3,9 km², dos quais 3,4 km² cobertos por terra e 0,5 km² cobertos por água.

## Localidades na vizinhança
O diagrama seguinte representa as localidades num raio de 24 km ao redor de Stansbury Park.